# Santa Engràcia de Tremp
Santa Engràcia de Tremp és una església de Tremp (Pallars Jussà) protegida com a Bé Cultural d'Interès Local.

## Descripció
Església d'una sola nau, de notable amplada, coberta a doble vessant i amb un campanar quadrangular annex a l'angle nord-oriental. Els murs són de pedra del país i d'escassa qualitat; probablement han perdut l'arrebossat que els cobria. La façana principal s'orienta en sentit nord-oest i consta d'una porta conformada per un arc de mig punt adovellat, molt tosc, que descansa sobre brancals d'obra; just a sobre s'identifica un òcul igualment tosc. Pel que fa al campanar, disposa d'una obertura en cadascuna de les seves cares, conformada per un arc de mig punt de pedra tosca i amb la línia d'imposta sobresortint; corona amb una cornisa motllurada, també de pedra tosca i amb coberta a quatre aigües.